# Филип Јанковић (народни херој)
Филип Јанковић (Јанковића Крш, код Цетиња, 1886 — Вољице, код Бугојна, 27. јул 1942), учесник Народноослободилачке борбе и народни херој Југославије.

## Биографија
Рођен је 1886. године у селу Јанковића Крш, код Цетиња. Као младић је пет година радио у Канади. Након тога се вратио у Црну Гору. Учествовао је у Балканскима и Првом светском рату. Током ових ратова, три пута је био рањаван. После Првог светског рата је поновно отишао у Америку из које се вратио кући 1932. године.
Учесник Народноослободилачке борбе је од 1941. године. Током Тринаестојулског устанка учествовао је у борбама за ослобођење родног краја. После устанка је био борац батаљона „Царев лаз“ Ловћенског одреда.
Априла 1942. батаљон се реорганизовао у Други ударни батаљон Ловћенског одреда, у којем је Филип постао командир вода.
Јуна 1942. године био је рањен у борби с четницима код Велимља. Умро је од последица рањавања у Вољицама код Бугојна 26. јула 1942. године, у Централној болници НОВЈ.
Указом председника Федеративне Народне Републике Југославије Јосипа Броза Тита, 27. новембра 1953. године, проглашен је за народног хероја.
Године 1957, његови посмртни остаци су сахрањени у гробницу народних хероја на Горици у Титограду.